# Eugène Delporte
Eugène Joseph Delporte (* 10. Januar 1882 in Genappe, heute Wallonisch-Brabant; † 19. Oktober 1955 in Uccle/Ukkel, Brüssel) war ein belgischer Astronom.
Delporte entdeckte 66 Asteroiden, darunter (1221) Amor, den Apollo-Asteroiden (2101) Adonis und den nach ihm selbst benannten (1274) Delportia. Er war auch Entdecker und Mitentdecker diverser Kometen, darunter der periodische Komet 57P/du Toit-Neujmin-Delporte.
1925 wurde er von der Internationalen Astronomischen Union (IAU) auf ihrer zweiten Generalversammlung beauftragt, die genauen Grenzen der von ihr 1922 festgelegten Sternbilder parallel zu den Rektaszensions- und Deklinations-Kreisen der Epoche des Äquinoktiums vom 1. Januar 1875 zu ziehen. Auf ihrer dritten Generalversammlung 1928 wurden diese Grenzen von der IAU genehmigt. 1930 erschien seine Arbeit im Druck (s. u.).
1947 wurde er korrespondierendes Mitglied der Académie des sciences. 1970 hat die IAU den Mondkrater Delporte nach ihm benannt.

## Von Delporte entdeckte Asteroiden
Alle 66 von Delporte (meist an der Königlichen Sternwarte in Ukkel) entdeckten Asteroiden, mit Entdeckungsdatum:
| Asteroid           | Entdeckungsdatum   |
| ------------------ | ------------------ |
| (1052) Belgica     | 15. November 1925  |
| (1068) Nofretete   | 13. September 1926 |
| (1122) Neith       | 17. September 1928 |
| (1124) Stroobantia | 6. Oktober 1928    |
| (1128) Astrid      | 10. März 1929      |
| (1145) Robelmonte  | 3. Februar 1929    |
| (1168) Brandia     | 25. August 1930    |
| (1170) Siva        | 29. September 1930 |
| (1176) Lucidor     | 15. November 1930  |
| (1199) Geldonia    | 14. September 1931 |
| (1217) Maximiliana | 13. März 1932      |
| (1221) Amor        | 12. März 1932      |
| (1222) Tina        | 11. Juni 1932      |
| (1239) Queteleta   | 4. Februar 1932    |
| (1261) Legia       | 23. März 1933      |
| (1274) Delportia   | 28. November 1932  |
| (1276) Ucclia      | 24. Januar 1933    |
| (1280) Baillauda   | 18. August 1933    |
| (1285) Julietta    | 21. August 1933    |
| (1288) Santa       | 26. August 1933    |
| (1290) Albertine   | 21. August 1933    |
| (1291) Phryne      | 15. September 1933 |
| (1293) Sonja       | 26. September 1933 |
| (1294) Antwerpia   | 24. Oktober 1933   |
| (1329) Eliane      | 23. März 1933      |
| (1341) Edmée       | 27. Januar 1935    |
| (1350) Rosselia    | 3. Oktober 1934    |
| (1361) Leuschneria | 30. August 1935    |
| (1363) Herberta    | 30. August 1935    |
| (1366) Piccolo     | 29. November 1932  |
| (1374) Isora       | 21. Oktober 1935   |
| (1375) Alfreda     | 22. Oktober 1935   |
| (1388) Aphrodite   | 24. September 1935 |
| (1401) Lavonne     | 22. Oktober 1935   |
| (1433) Geramtina   | 30. Oktober 1937   |
| (1476) Cox         | 10. September 1936 |
| (1486) Marilyn     | 23. August 1938    |
| (1491) Balduinus   | 23. Februar 1938   |
| (1493) Sigrid      | 26. August 1938    |
| (1543) Bourgeois   | 21. September 1941 |
| (1560) Strattonia  | 3. Dezember 1942   |
| (1664) Felix       | 4. Februar 1929    |
| (1672) Gezelle     | 29. Januar 1935    |
| (1698) Christophe  | 10. Februar 1934   |
| (1707) Chantal     | 8. September 1932  |
| (1711) Sandrine    | 29. Januar 1935    |
| (1722) Goffin      | 23. Februar 1938   |
| (1724) Vladimir    | 28. Februar 1932   |
| (1754) Cunningham  | 29. März 1935      |
| (1848) Delvaux     | 18. August 1933    |
| (1878) Hughes      | 18. August 1933    |
| (1926) Demiddelaer | 2. Mai 1935        |
| (2101) Adonis      | 12. Februar 1936   |
| (2213) Meeus       | 24. September 1935 |
| (2276) Warck       | 18. August 1933    |
| (2331) Parvulesco  | 12. März 1936      |
| (2534) Houzeau     | 2. November 1931   |
| (2545) Verbiest    | 26. Januar 1933    |
| (2713) Luxembourg  | 19. Februar 1938   |
| (2819) Ensor       | 20. Oktober 1933   |
| (2913) Horta       | 12. Oktober 1931   |
| (3534) Sax         | 15. Dezember 1936  |
| (3567) Alvema      | 15. November 1930  |
| (3605) Davy        | 28. November 1932  |
| (6354) Vangelis    | 3. April 1934      |
| (7043) Godart      | 2. September 1934  |

## Werke
- Eugène Delporte: Délimitation scientifique des constellations, tables et cartes. IAU, University Press, Cambridge 1930.